# 2014年ソチオリンピックのクロアチア選手団
2014年ソチオリンピックのクロアチア選手団（2014ねんソチオリンピックのクロアチアせんしゅだん）は、2014年2月7日から23日までロシアのソチで開催されたソチオリンピッククロアチア選手団の名簿。

## 選手団
- 人員: 選手 11人
- 開会式旗手: イヴィツァ・コステリッチ

## メダル獲得者
| メダル   | 名前                     | 競技           | 種目     | 日付（現地） |
| -------- | ------------------------ | -------------- | -------- | ------------ |
| 銀メダル | イヴィツァ・コステリッチ | アルペンスキー | 男子複合 | 2/14         |

## アルペンスキー
- セバスティアン・ブリゴヴィッチ

男子大回転 (34位、2:52.25)
- イヴィツァ・コステリッチ

男子複合 (2位、2:45.54)  銀メダル
男子大回転 (27位、2:49.68)
男子回転 (9位、1:44.11)
男子スーパー大回転 (24位、1:20.19)
- ダリボール・サムサル

男子回転 (18位、1:48.99)
- マテイ・ヴィドヴィッチ

男子回転 (28位、1:57.81)
- ナトゥコ・ズルンチッチ＝ディム

男子複合 (10位、2:47.06)
男子滑降 (29位、2:09.80)
男子回転 (途中棄権)
男子スーパー大回転 (19位、1:19.75)
- フィリップ・ズブチッチ

男子大回転 (途中棄権)
- アンドレア・コムシチ

女子大回転 (35位、2:46.61)
女子回転 (33位、1:58.60)
- ソフィア・ノヴォセリッチ

女子大回転 (途中棄権)
女子回転 (途中棄権)

## クロスカントリースキー
- エディ・ダディッチ

男子15kmクラシカル (60位、43:38.8)
男子スキーアスロン (65位、1:19:31.5)
男子50kmフリー (58位、2:02:35.5)
男子スプリント (予選敗退、69位、3:52.89)
- ヴェドラナ・マレッチ

女子10kmクラシカル (59位、33:42.3)
女子スキーアスロン (59位、45:52.1)
女子30kmフリー (53位、1:24:13.4)
女子スプリント (予選敗退、61位、2:54.60)

## スノーボード
- モレーナ・マカル

女子ハーフパイプ (予選敗退、13位、44.75)